# علاءالدین باباشهابی
سید علاءالدین باباشهابی (زادهٔ ۱۳۱۸ در سنندج - درگذشتهٔ ۴ مرداد ۱۳۹۳) موسیقی‌دان و خوانندهٔ اهل ایران بود.

## زندگی
سید علاءالدین باباشهابی در سال ۱۳۱۸ در شهر سنندج متولد شد. او نوهٔ سید علی اصغر کردستانی خواننده و استاد آواز نامدار کرد بود و از سن هفت سالگی با ورود به دبستان، با موسیقی آشنا شد. در سال ۱۳۳۵ با خواندن سرود «ای وطن» در رادیو سنندج رسماً کار خوانندگی را آغاز نمود و از سال ۱۳۴۶ به تهران آمد وبا ارکستر کردی، ارکستر رامتین، ارکستر لشکری، ارکستر باربد و ارکستر نکیسا و ارکسترهای فرهنگ و هنر کار خوانندگی را پس از گذراندن دوره کوتاه سلفژ نزد فرهاد فخرالدینی و آواز نزد کریمی پی گرفته و حدود پنجاه سال با رادیو و تلویزیون ایران همکاری داشت.
حاصل این تلاش‌ها اجرای نزدیک به ۱۶۰ ترانه در ارکسترهای یاد شده بوده‌است.
ایشان  فارغ التحصیل دانشسرای عالی  و دبیر زبان و ادبیات فارسی مدارس تهران بوده است. در سال ۱۳۴۶ با منیزه پرتوی ازدواج نمود که حاصل این ازدواج ۳ فرزند پسر به نامهای شهرام ، آرش و شاهین  است. 

## کُنسرت‌ها
اجرای کنسرت در کشورهای سوئد، انگلستان، آلمان، بلژیک، اتریش و عراق و در اکثر نقاط کشور داشته‌است.

### آثار معروف
جی ژوانی جاران – سروهٔ ئاوات – جلوه دیدار – ئاوینهٔ دلبه ری – ای وطن – نم نم بارانه – گل بانه -مه گری-ویله ن و… می‌باشد.

## درگذشت
علاءالدین بابا شهابی روز پنجشنبه ۴ مرداد ۱۳۹۳ ساعت ۵ بامداد بر اثر ایست قلبی درگذشت و در قطعه هنرمندان سنندج به خاک سپرده شد.